# Tekalinge Kassahun
Tekalinge Kassahun est un ancien joueur éthiopien de football devenu entraîneur. Il a occupé à deux reprises le poste de sélectionneur de l'équipe nationale éthiopienne.

## Biographie

### Carrière de joueur
Kassahun commence sa carrière en 1968, en rejoignant l'équipe de Temenjayze. Il y reste deux saisons et en 1970, s'engage avec le club de Dire Dawa Cotton Club en championnat de première division où il obtient même le trophée de meilleur joueur de l'année. Par la suite, il part pour Addis-Abeba pour jouer au Saint-George SA, le plus grand club du pays, en 1974 et porte ses couleurs pendant cinq ans. De 1979 à 1983, il joue pour l'équipe de Tigle Fre. Kassahun est également le capitaine de l'équipe nationale et est sélectionné à plus de cinquante reprises.
Il joue à un poste de milieu offensif et a marqué quinze buts en matchs internationaux. À partir de 1979, en parallèle de sa carrière de joueur, il a le rôle d'entraîneur-assistant en équipe nationale.

### Entraîneur en club
En 2000, alors qu'il entraîne l'équipe de Muger Cement, il est suspendu quatre ans par la fédération à la suite de l'agression d'un supporteur d'Ethiopian Coffee.

### Entraîneur de l'équipe nationale

#### Premier passage (1992-1993)
En 1992, il est appelé par la fédération éthiopienne pour prendre en charge l'équipe nationale, prenant la succession de l'Allemand Klaus Ebbighausen, à la suite de la large défaite des Walyas (1-6) face à l'Égypte lors des qualifications pour la CAN 1990. La mission de Kassahun est de qualifier l'Éthiopie pour la Coupe d'Afrique des nations 1994, organisée en Tunisie et de bien figurer lors des éliminatoires de la World Cup 1994. 
Pour la CAN 1994, l'Éthiopie est placée dans le groupe 2, en compagnie du Nigeria, l'Ouganda et le Soudan. En ce qui concerne la campagne qualificative pour la Coupe du monde américaine, les hommes de Kassahun voient le tirage au sort les opposer à la Tunisie, au Maroc et au Bénin. Les Éthiopiens ne gagnent qu'une seule rencontre, à domicile face au Bénin et sont éliminés de la course à la qualification. 
Le technicien est même remplacé avant le dernier match de poule, le 28 février 1993 au Bénin, par Gebregiorgis Getahun, qui doit également poursuivre la campagne qualificative pour la CAN, finalement terminée à la 3e place, synonyme d'élimination.

#### Deuxième passage (1994-1995)
Kassahun va faire son retour sur le banc de la sélection à l'issue d'un épisode épique de l'histoire de l'équipe nationale. Après une cuisante désillusion face au Nigeria (6-0) lors du dernier match de la campagne qualificative pour la CAN 1994, le 24 juillet 1993, la fédération éthiopienne décide de licencier son entraîneur, Getahun, et de suspendre la sélection de toute compétition officielle et ce pendant un an.
Pour son retour en compétition, c'est donc Kassahun qui est choisi par les dirigeants. Il entame ce second mandat lors des éliminatoires de la CAN 96 où l'Éthiopie est placée dans un groupe de 6 (avec l'Égypte, l'Algérie, l'Ouganda, la Tanzanie et le Soudan). Pour son premier match, il voit ses hommes accrocher les Fennecs algériens 0-0. La suite sera moins glorieuse avec une dernière place du groupe : deux victoires seulement en dix rencontres et une nouvelle déception pour le football éthiopien.
À la suite de cette élimination, Kassahun amène son groupe jusqu'en demi-finales de la Coupe CECAFA 1995, une performance que l'Éthiopie n'avait plus réalisée depuis sa victoire en 1987. Malgré cette belle performance, la fédération décide de ne pas reconduire le technicien et de le remplacer par Seyoum Abate.